# Berliner Bär (Schiff)
Die Berliner Bär ist eine Yawl.
Sie ist das größte Fahrzeug der DDR, welches auf privater Initiative in kollektiver Arbeit 1963–65 gebaut wurde. Es befand sich bis 2020 im Besitz des Segel-Club-Flakensee e.V. und nicht in privatem Besitz. Die größte Bekanntheit erlangte die Yacht durch eine Mittelmeerreise 1965–1966 und damit nach dem Mauerbau 1961. Die Beteiligung und Duldung der Reise durch staatliche Organe der DDR (Stasi) und der SED ist Thema einer Fernsehreportage. 1967 wurden auch Filme im Jugendfernsehen der DDR ausgestrahlt.
Im Jahr 2020 wurde das Schiff verkauft.

## Das Fahrzeug
Als Ideengeber für die Jacht soll eine Briefmarke gedient haben. Der Linienriß für die Yacht stammt von Werner Siegel, zu der Zeit Konstrukteur beim VEB Yachtwerft Berlin. Es ist eine verkleinerte Version der von ihm konzipierten Yacht Immer Bereit! für die Pionierorganisation Ernst Thälmann der DDR.
Der Rumpf besteht aus geschweißten Stahlplatten auf Spanten und verfügt über ein hievbares Kielschwert. Unterteilt in Motorraum, Kombüse, Messe, Logis, Segellast sind die Kojen in den drei mittleren Räumen untergebracht. Das Rigg ist als Bermudayawl ausgeführt mit einem 16,4 m hohen Groß- und einem 9 m hohen Besanmast.
Das Schiff lief nach einer Bauzeit von drei Jahren am 29. Mai 1965 am Flakensee auf dem Gelände der Betriebssportgemeinschaft Chemie Erkner von Stapel. Alle Materialien und die Arbeitszeiten wurden privat organisiert und getragen. Dabei muss die besondere allgemeine Versorgungslage und Verfügbarkeit von speziellen Materialien beachtet werden. Bereits der Bau hatte in der DDR große Aufmerksamkeit hervorgerufen. Noch vor der Ausreise kam der Präsident der Volkskammer Dieckmann als Gast an Bord.

## Die Fahrt im Mittelmeer
Die Ausreise begann am 19. September 1965 in Stralsund. Nur einzelne der aktiven Erbauer konnten die Reise antreten, da anderen von ihnen die Reise von staatlicher Seite verweigert wurde. Dafür wurden zuverlässige Genossen eingesetzt. Auch in der Ablösemannschaft in Split waren nur vertrauenswürdige Personen an Bord.
Der im Buch von Behrend enthaltene Bericht wurde stark zensiert; viele Passagen geben ein positives Bild der DDR wieder. Zu Beginn der Reise wurden auch Berichte von der Reise in der SED-Zeitung Neues Deutschland abgedruckt. Nachdem aber die Zahlen der Leserzuschriften das Erwartete weit übertrafen und der Tenor war: Warum die und nicht wir?, wurde die Reportage ohne Kommentar beendet. Die von der Yacht eintreffenden Berichte wurden nur noch angenommen. In der Zeitschrift Segelsport wurden jedoch fortlaufend bis zur Rückkehr Berichte von Harald Dorau abgedruckt.
Die Reiseroute ging von Stralsund über den Ärmelkanal, Biskaya und Gibraltar direkt in die Adria. Angelaufen wurde aber nur Finisterre und Gibraltar. Die nächste Station war erst wieder Split in Jugoslawien. Dort wurde das Fahrzeug in eine Werft gebracht und die Besatzungen ausgetauscht. Von dort ging es nach Alexandria über die Stationen Bari und Brindisi. Anschließend wurden Beirut, Famagusta und Iraklion angelaufen. Nach der Straße von Messina besichtigte man Stromboli, Neapel und Pompeji. Mit den Häfen Bastia und Marseille endete die Reise im Mittelmeer mit dem Legen der Masten in Port-de-Bouc. Es folgte eine Flussfahrt auf der Rhône in Richtung Heimat. Über die Saône, den Doubs, den Rhein-Rhône-Kanal und dem Grand Canal d’Alsace ging es zum Rhein; von dort über den Rhein-Herne-Kanal, den Dortmund-Ems-Kanal auf den Mittellandkanal; über die Weser und Oste-Hamme-Kanal ging es schließlich auf die Elbe. In Rendsburg wurden wieder die Masten gestellt und am 13. Mai lief man wieder Stralsund an.

## Nach der Mittelmeerfahrt
Nach der Rückkehr wurde die Yacht für Ausbildungsfahrten im Küstenraum der DDR und zu Langtörns in das sozialistische Ausland eingesetzt. Bis zum Ende der DDR betraf dies also den Ostseeraum. Sie nahm zwar an verschiedenen Regatten teil, konnte aber als gebauter Fahrtensegler mit Laienmannschaft keine großen Erfolge erringen. In den Jahren 1988 und 1989 erfolgte eine tiefgreifende Erneuerung des Rumpfes, so dass in diesen Jahren keine Fahrten gemacht wurden. Nach 1989 wird die Yacht weiter vom Segelclub Flakensee bereedert und fährt mit wechselnden Besatzungen weiter auf der Ostsee, aber auch rund England und zu den Lofoten.